# Secretary of State for War and the Colonies
Der Secretary of State for War and the Colonies (Kriegs- und Kolonialminister) war ein Minister im britischen Kabinett, der mit höchster Entscheidungsbefugnis für die britische Armee und die britischen Kolonien (außer für Indien) ausgestattet war. Dieses Amt wurde 1801 eingeführt hatte bis 1854 Bestand, als das War and Colonial Department in zwei Ministerien getrennt wurde – das War Office (Kriegsministerium) und das Colonial Office (Kolonialbüro) – die jeweils von einem eigenen Kabinettsminister geführt wurden.
Die Minister wurden unterstützt von dem Under-Secretary of State for War and the Colonies als Staatssekretär.

## Kriegs- und Kolonialminister
| Name                                  | Porträt | Eintritt          | Austritt          | Politische Partei |
| ------------------------------------- | ------- | ----------------- | ----------------- | ----------------- |
| Lord Hobart                           |         | 17. März 1801     | 12. Mai 1804      |                   |
| Earl Camden                           |         | 14. Mai 1804      | 10. Juli 1805     |                   |
| Viscount Castlereagh                  |         | 10. Juli 1805     | 5. Februar 1806   |                   |
| William Windham                       |         | 5. Februar 1806   | 25. März 1807     |                   |
| Viscount Castlereagh                  |         | 25. März 1807     | 1. November 1809  |                   |
| Earl of Liverpool                     |         | 1. November 1809  | 11. Juni 1812     |                   |
| Earl Bathurst                         |         | 11. Juni 1812     | 30. April 1827    | Tory              |
| Viscount Goderich                     |         | 30. April 1827    | 3. September 1827 |                   |
| William Huskisson                     |         | 3. September 1827 | 30. Mai 1828      |                   |
| Sir George Murray                     |         | 30. Mai 1828      | 22. November 1830 | Tory              |
| Viscount Goderich                     |         | 22. November 1830 | 3. April 1833     |                   |
| Hon. Edward Stanley                   |         | 3. April 1833     | 5. Juni 1834      |                   |
| Thomas Spring Rice                    |         | 5. Juni 1834      | 14. November 1834 | Whig              |
| Duke of Wellington (geschäftsführend) |         | 17. November 1834 | 9. Dezember       | Tory              |
| Earl of Aberdeen                      |         | 20. Dezember 1834 | 8. April 1835     | Tory              |
| Lord Glenelg                          |         | 18. April 1835    | 20. Februar 1839  | Whig              |
| Marquess of Normanby                  |         | 20. Februar 1839  | 30. August 1839   | Whig              |
| Lord John Russell                     |         | 30. August 1839   | 30. August 1841   | Whig              |
| Lord Stanley                          |         | 3. September 1841 | 23. Dezember 1845 | Tory              |
| William Gladstone                     |         | 23. Dezember 1845 | 27. Juni 1846     | Tory              |
| Earl Grey                             |         | 6. Juli 1846      | 21. Februar 1852  | Whig              |
| Sir John Pakington, Bt                |         | 27. Februar 1852  | 17. Dezember 1852 | Tory              |
| Duke of Newcastle                     |         | 28. Dezember 1852 | 10. Juni 1854     | Peelite           |